# Kurach
Kurach (in russo Курах?; in lingua lesga: Кьурагь) è un villaggio della Russia situato nel Daghestan. Appartiene al rajon Kurachskij di cui è il centro amministrativo.